# 冬馬
冬馬（とうま、1998年2月21日 - ）は、日本のアイドル。男性アイドルグループ・OCTPATHの元メンバー。
インドネシア出身。吉本興業所属。

## 来歴
インドネシア人と日本人のハーフとして生まれ、高校を卒業するまでをインドネシア・バリ島で過ごす。日本の文化や芸能界に憧れ、大学進学とともに来日を果たした。
2021年4月8日から6月13日にかけ、GYAO!及びTBS系列で放送・配信されたサバイバルオーディション番組『PRODUCE 101 JAPAN SEASON2』に参加。ファイナルまで進出し、最終順位は20位だった。
11月18日、同番組の元練習生8名で構成される吉本興業の男性アイドルグループ・OCTPATHのメンバーとして公表される。
2022年4月21日、適応障害との診断を受け、当面の間、活動を休止することが発表される。2023年8月7日、グループを脱退して治療を継続することが発表された。

## 人物

### 特徴
メンバーカラーは白。

### 趣味・嗜好
- 趣味は食べることと旅行[1]。
- 特技は楽器演奏（ギター・ドラム・ピアノ）、5か国語を話すこと（日本語・インドネシア語・英語・韓国語・フランス語）[11]。
- 憧れのアーティストはブルーノ・マーズとエド・シーラン[12]。